# کامونابی

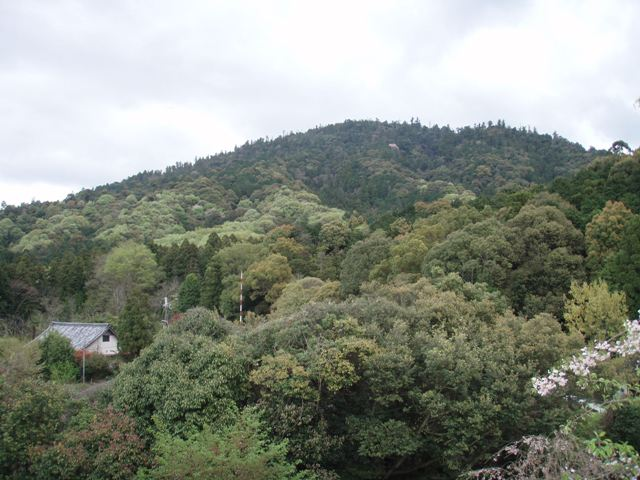
کوه میوا

کامونابی، کان‌نابی، کامی‌نابی (به ژاپنی: 神奈備 かむなび・かんなび・かみなび) در اعتقادات شینتو، نوعی کوه‌پرستی است. کامونابی همچنین یک آنیمیسم است و شکرگذاری، نسبت به طبیعت است. در روزگاران قدیم، کان‌نابی نه تنها در کوه‌های معمولی و پر درخت ژاپن بلکه در کوه‌های به اصطلاح برهنه و کوه‌های خشکی که آتشفشان یا جنگل در آنها نگهداری نمی‌شد، همراه با ایواکورا (پرستش صخره) و «ایواساکا» پرستش می‌شدند، اما بعدها به پرستش کوه‌های مجاور روستا، که توسط جنگل‌ها در آغوش گرفته شده تغییر پیدا کرد.

## تقدس طبیعت در شینتو
در شینتو دین محلی و ملی ژاپن موضوعات طبیعی مانند کوه، صخره و غار به عنوان منزلگاه کامی تکریم می‌شوند.